# Aeroportul Yampa Valley
Aeroportul Yampa Valley (IATA: HDN, ICAO: KHDN, FAA LID: HDN) este un aeroport din Colorado, Statele Unite ale Americii ce deservește zona Hayden⁠(d). Aeroportul a fost tranzitat în 2019 de 212.014 pasageri.
Situat la o altitudine de 2.014 m, aeroportul dispune de 1 pistă.

## Infrastructură

### Piste
Aeroportul dispune de o singură pistă. Pista 10/28 are suprafața de asfalt și dimensiunile 10.000 picioare × 150 picioare. 